# 1816 na literatura

## Eventos
- Mary Shelley escreve a obra Frankenstein.

## Nascimentos
| Data          | Nome                                    | Profissão             | Nacionalidade | Observações | Ref |
| ------------- | --------------------------------------- | --------------------- | ------------- | ----------- | --- |
| 21 de Abril   | Charlotte Brontë                        | escritora             | Inglaterra    | m. 1855     |     |
| 1 de novembro | António Augusto Teixeira de Vasconcelos | escritor e jornalista | Portugal      | m. 1878     |     |

## Mortes
| Data            | Nome          | Profissão              | Nacionalidade | Observações | Ref |
| --------------- | ------------- | ---------------------- | ------------- | ----------- | --- |
| 22 de fevereiro | Adam Ferguson | filósofo e historiador | Escócia       | n. 1723     |     |